# Sammy Davis Jr.

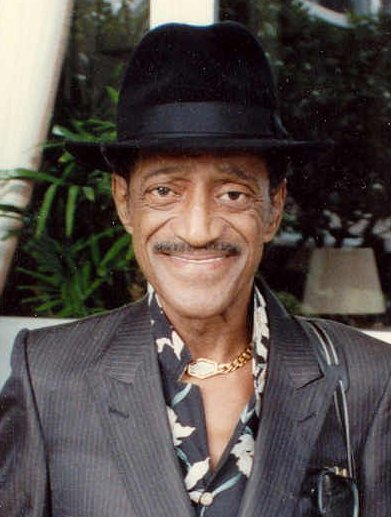
Sammy Davis Jr. en 1989

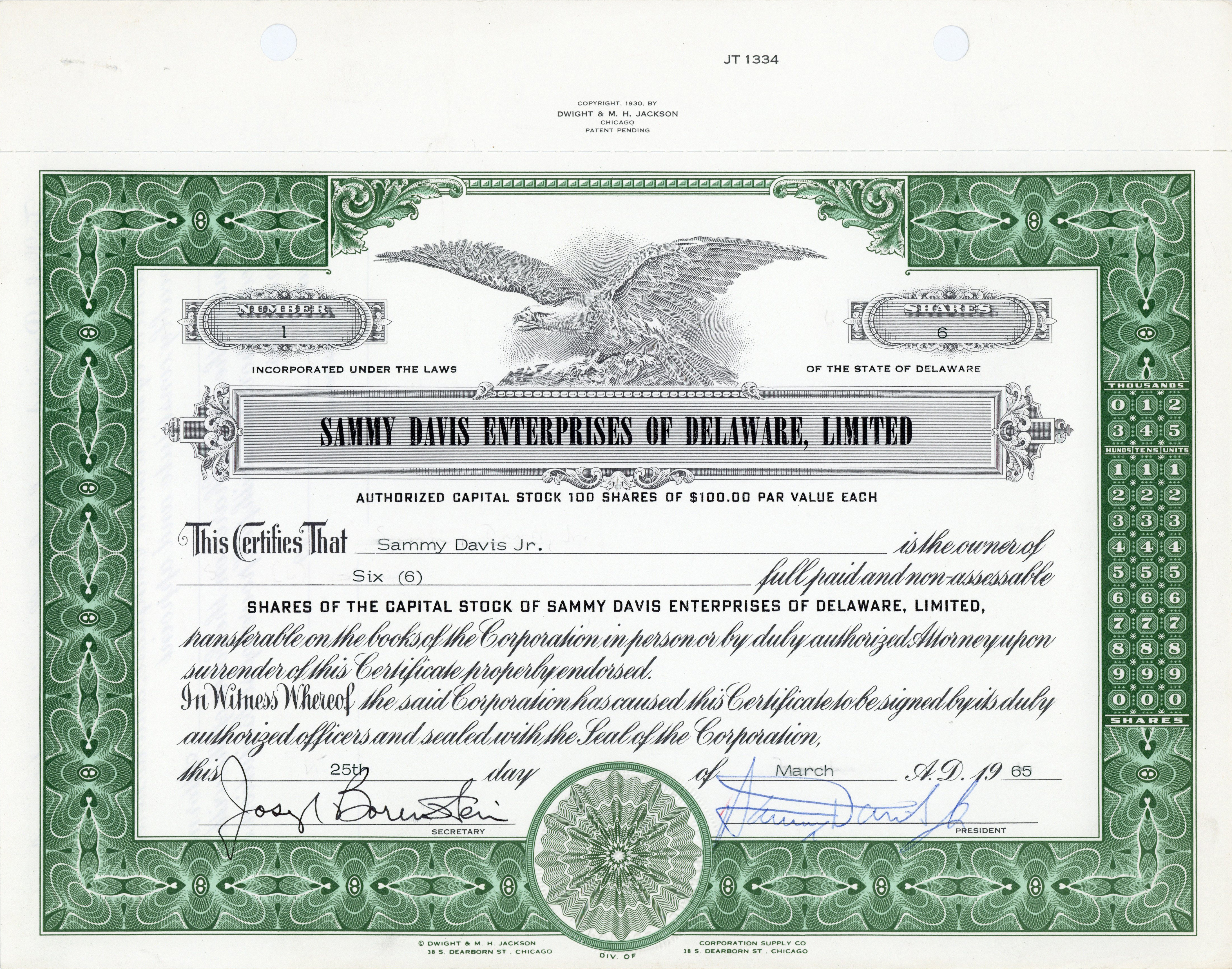
Acción de fundador n.º 1 de Sammy Davis Enterprises of Delaware, Ltd. por 6 acciones de 100 $ cada una, emitida el 25 de marzo de 1965, registrada a nombre de Sammy Davis Jr. y con su firma manuscrita como Presidente. El capital social de su productora era de 10.000 dólares.

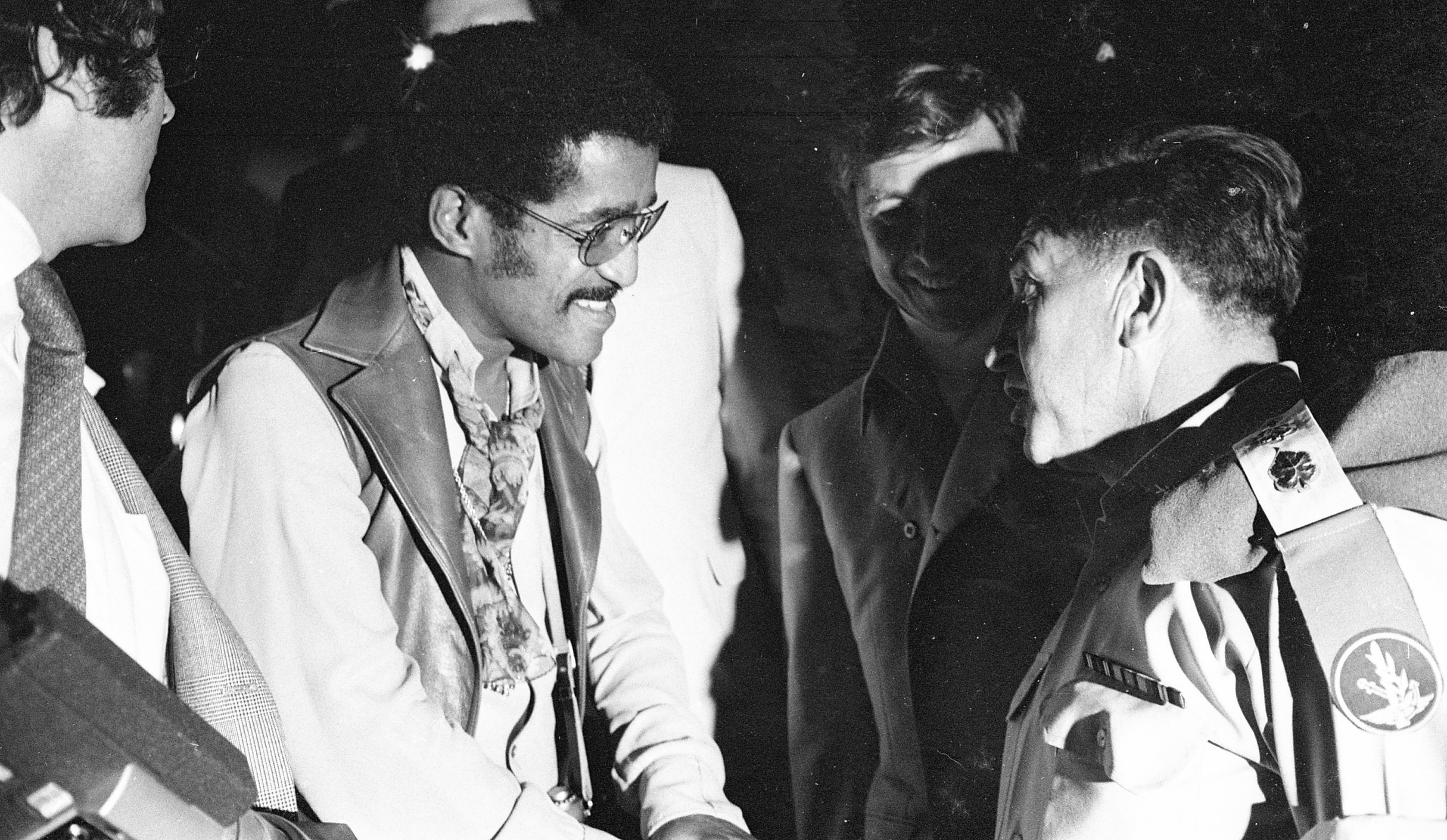
En Israel, 1969

Samuel George «Sammy» Davis Jr. (Harlem, 8 de diciembre de 1925-Beverly Hills, 16 de mayo de 1990) fue un cantante, músico multinstrumentista (vibráfono, trompeta, trombón y batería), bailarín, actor y comediante estadounidense. Fue parte del Rat Pack, que dentro de sus miembros contaba con Frank Sinatra, Dean Martin, Peter Lawford y Joey Bishop.

## Biografía

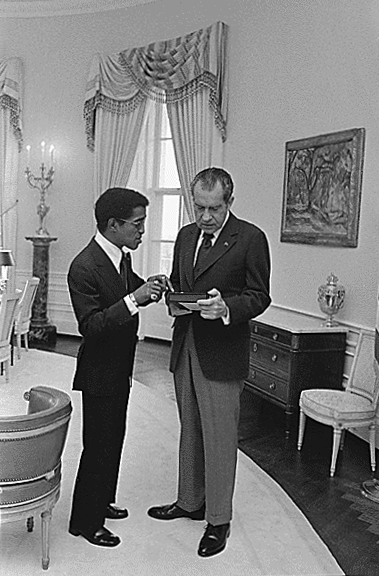
Davis junto al presidente Richard Nixon en 1973

Sammy Davis Jr. nació en Harlem, Nueva York, hijo de Elvera Sánchez y de Sammy Davis, Sr., quienes formaban una pareja de baile de vodevil. Durante sus primeros tres años estuvo básicamente a cargo de su abuela y cuando sus padres se separaron el padre se lo llevó de gira para no perder su custodia. De él y de su tío Will Mastin aprendió a bailar, formando con ellos el Will Mastin Trio. 
Aunque constantemente protegido por Mastin y su padre de los ataques racistas, durante su alistamiento en el ejército estadounidense en el periodo de la Segunda Guerra Mundial, Davis sufrió inevitablemente el ser objeto de fuertes prejuicios raciales. Esta situación, constante a lo largo de buena parte de su carrera, consiguió ser suavizada por su talento artístico, mediante su participación en un grupo de espectáculo dentro del ejército.

### Estrella en ascenso
Después de la guerra, Sammy Davis retomó su carrera en el mundo del espectáculo. Continuó actuando con el Will Mastin Trio, como la estrella principal y también debutó como solista, cantando en clubs nocturnos y en registros de grabación. Su carrera tuvo un ascenso en 1947 cuando el trío abrió la presentación de Frank Sinatra (con quien Davis mantendría desde entonces una amistad de toda la vida con colaboración artística constante) en el Teatro Capitol en Nueva York. Siguió una gira con Mickey Rooney, al igual que una actuación que llegó a oídos de Decca Records, que firmó con Davis un contrato de grabación en 1954.
Ese mismo año, conduciendo hacia Los Ángeles, donde debía grabar una banda sonora, Davis sufrió un accidente automovilístico en el cual resultó gravemente herido y perdió un ojo, lo que lo obligó a utilizar una prótesis, un ojo de vidrio, durante el resto de su vida. Durante su recuperación, reflexionó sobre su vida y se convirtió al judaísmo poco después, al encontrar puntos comunes entre la opresión experimentada por las comunidades negras y las judías. 
La lesión de Davis no detuvo su ascenso. En 1955, sus dos primeros discos, Starring Sammy Davis Jr. y Sammy Davis Jr. Sings Just For Lovers, fueron reconocidos por la crítica. El éxito comercial obtenido lo condujo a actuaciones estelares de cartel en Las Vegas y Nueva York, así como a actuaciones en películas y en programas de televisión, entre ellos Anna Lucasta (1958, con Eartha Kitt), Porgy and Bess (1959, con Dorothy Dandridge y Sidney Poitier) y The Frank Sinatra Show (1958). Alrededor de este tiempo Davis hizo su debut en Broadway, como protagonista en el exitoso musical de 1956 Mr. Wonderful, junto a los miembros de su familia y otra bailarina legendaria, Chita Rivera.

### El Rat Pack y más allá
En 1960, Davis era una estrella por su propio derecho. Pero también era un miembro del legendario Rat Pack, un grupo de artistas compuesto por Frank Sinatra, Dean Martin, Peter Lawford y Joey Bishop, superestrellas fiesteras de las escenas de los clubs nocturnos de Las Vegas y Los Ángeles. Davis apareció con miembros de la pandilla en las películas Ocean's Eleven (1960), Los 3 sargentos (1962) y Cuatro gángsters de Chicago (1964). Davis también tuvo un papel destacado en películas fuera de la pandilla, incluidas A Man Called Adam (1966), donde tiene el papel nominal frente a Louis Armstrong y donde debutó su protegida, la bailarina y cantante Lola Falana, o en el inolvidable film musical de Bob Fosse Sweet Charity (1969), con Shirley MacLaine, en el que Davis apareció como un carismático cantante y gurú. 
El icónico intérprete también publicó un flujo constante de álbumes en Decca y Reprise (Davis fue el primer artista que firmó para la segunda discográfica, que fue lanzada por Sinatra). Davis fue nominado para el Grammy a mejor canción del año por la canción What Kind of Fool Am I?, que alcanzó el top 20 de las listas de éxitos Billboard. A esto lo acompañaba en el escenario con actuaciones en directo para ganarse los honores, como se vio con su actuación durante su nominación al premio Tony en 1964 por su musical Golden Boy . 
En 1966, el artista recibió a su propio programa televisivo de variedades de corta duración, The Sammy Davis Jr. Show. Años después, fue el anfitrión de nuevo en el programa de entrevistas Sammy y compañía, emitido entre 1975 y 1977.

### Activismo social
A pesar de su estilo de vida libre, acomodado y de playboy, continuaba teniendo que soportar los prejuicios raciales, lo que llevó a Davis a utilizar su fama para fines políticos. Durante la década de 1960, participó activamente en el movimiento por los derechos civiles, participando en la marcha de 1963 en Washington D. C. y negándose a actuar en salas de baile y clubs nocturnos racialmente segregados, por lo que se le acredita como uno de los principales impulsores de la integración en Las Vegas y Miami Beach. Davis también desafió a la intolerancia de la época al casarse en 1960 con la actriz sueca May Britt. En un momento en que los matrimonios interraciales estaban prohibidos por la ley en 31 estados. El presidente John F. Kennedy, de hecho, pidió que la pareja no apareciese en su toma de posesión para no enfadar a los blancos racistas del Sur.  

### Final de su carrera
A lo largo de las décadas de 1970 y 1980, el polifacético Davis continuó su prolífica producción. Mantuvo su carrera musical, lanzando álbumes hasta fines de la década de 1970 y consiguiendo su primer éxito discográfico en 1972 con Candy Man. Davis apareció en películas como The Cannonball Run (1981), con Burt Reynolds y Roger Moore, o Tap (1989), con Gregory Hines. También fue un invitado en una amplia variedad de programas de televisión, incluyendo el Tonight Show, The Carol Burnett Show, All in the Family y The Jeffersons, así como las telenovelas Hospital General y Una vida para vivir. Davis actuó otra vez en Broadway durante el verano de 1978 en Paren el mundo, me quiero bajar, aunque con críticas ambivalentes. 
Mientras tanto su carrera continuó, con el intérprete embarcándose en una alabada gira con Sinatra y Liza Minnelli a finales de los años 1980, cuando la salud de Davis comenzaba a deteriorarse. Era un fumador empedernido y en 1989 los médicos le descubrieron un tumor en la garganta. Ese año dio la que sería su última actuación, en el casino de Harrah en Lake Tahoe. Poco después, Davis se sometió a terapia de radiación. Aunque la enfermedad parecía estar en remisión, se descubrió más tarde que había resurgido. El 16 de mayo de 1990, Sammy Davis Jr. falleció en su casa de Beverly Hills, California. Antes de su muerte fue honrado por una serie de sus compañeros en un homenaje en televisión.

## Muerte
Cuando cerca del final de su vida, Sammy Davis Jr. aceptó un premio de la comunidad negra en un evento televisivo, le agradeció a Jesús haberlo hecho posible. El resultado fue de disgusto en la comunidad judía, hasta que Davis dijo que sus palabras fueron por la emoción del momento y que no tenían nada que ver con sus creencias personales.[cita requerida]
Davis murió en Beverly Hills, California, el 16 de mayo de 1990, por complicaciones de su cáncer de garganta, a la edad de 64 años. Fue sepultado en el cementerio Forest Lawn Memorial Park Cemetery en Glendale, California, al lado de su padre y de su tío Will Mastin.
El 18 de mayo de 1990, 2 días después de la muerte de Davis, las luces de neón de Las Vegas Strip se apagaron durante 10 minutos como un homenaje a él. Le sobrevivieron su esposa, sus hijos, su hermana, su madre y dos nietos.
En 2001, fue honrado con un Grammy póstumo a toda su carrera: el Grammy Lifetime Achievement Award.

## Discografía parcial

### Decca Records
- 1955 Just for Lovers
- 1955 Starring Sammy Davis Jr.
- 1956 Mr. Wonderful
- 1956 Here's Looking at You
- 1957 Boy Meets Girl
- 1957 Sammy Swings
- 1958 Mood to Be Wooed
- 1959 Porgy and Bess
- 1959 Sammy Davis Jr. at Town Hall
- 1960 Got a Right to Swing
- 1960 Sammy Awards
- 1961 Mr. Entertainment
- 1963 Forget-Me-Nots for First Nighters
- 1965 Try a Little Tenderness

### Reprise Records
- 1961 Wham of Sam!
- 1962 All-Star Spectacular
- 1962 Belts the Best of Broadway
- 1963 As Long As She Needs Me
- 1963 Johnny Cool
- 1963 Sammy Davis Jr. at the Cocoanut Grove
- 1964 California Suite
- 1964 Salutes the Stars of the London Palladium
- 1964 Sings the Big Ones for Young Lovers
- 1964 The Shelter of Your Arms
- 1965 Our Shining Hour
- 1965 Sammy's Back on Broadway
- 1965 If I Ruled the World
- 1965 The Nat King Cole Songbook
- 1966 The Sammy Davis Jr. Show
- 1966 The Sounds of '66
- 1966 That's All!
- 1966 Man Called Adam
- 1966 Sammy Davis Jr. Sings and Laurindo Almeida Plays
- 1967 Sings the Complete 'Dr. Doolittle'
- 1968 Lonely Is the Name
- 1968 I've Gotta Be Me
- 1968 Salt and Pepper
- 1969 The Goin's Great

### Motown Records
- 1970 Something for Everyone

### MGM Records
- 1972 Sammy Davis Jr. Now
- 1977 In Person '77
- 1979 Hearin' Is Believin'

## Curiosidades
- Michael Jackson escribió una canción en honor de Davis, titulada «You Were There» («Tú estabas allí»).
- Sammy llegó a ser miembro estelar en los años 60 y 70 de la iglesia de Satán, la cual fue fundada por Anton Szandor Lavey en Los Ángeles en 1966.